# Східний Мебон
13°26′48″ пн. ш. 103°55′12″ сх. д. / 13.44654° пн. ш. 103.91997° сх. д.
Східний Мебон (кхмер. ប្រាសាទមេបុណ្យខាងកើត) — храм 10 століття в стародавньому місті Ангкор (Камбоджа). Побудований під час правління короля Раджендравармана II. Стоїть на штучному острові в центрі колишнього водосховища Східний Барай (нині пересохле).
Східний Мебон був присвячений індуїстському богу Шиві та вшановував батьків короля. Храм побудований на осі північ-південь з головним храмом Раджендравармана, Пре Руп, розташованим приблизно за 1200 метрів на південь. Східний Мебон також лежить на осі схід-захід із палацовим храмом Пхімеанакас, ще одним витвором правління Раджендравармана, розташованим приблизно на 6800 метрів на захід.
Східний Мебон був освячений у 953 році. Має дві огороджувальні стіни і три яруси. Він включає повний спектр міцних кхмерських будівельних матеріалів: пісковик, цегла, латерит і штукатурка. На вершині знаходиться центральна вежа на квадратній платформі, оточена чотирма меншими вежами по кутах платформи. Вежі цегляні; видно отвори, якими раніше кріпилася штукатурка.
Скульптура в Східному Мебоні різноманітна та виняткова, включаючи двометрових кам'яних слонів у кутах першого та другого ярусів. Релігійні сцени включають бога Індру на своєму триголовому слоні Айраваті та Шиву верхи на священному бику Нанді. Різьба на перемичках відрізняється особливою витонченістю.
Відвідувачам, які сьогодні дивляться з верхнього рівня, залишається тільки уявити собі величезні водні простори, що колись оточували храм. Чотири сходинки біля основи нагадують про те, що колись до храму можна було дістатися човном. 

## Галерея
|                |
| Головні ворота |

|                |
| Слон-охоронець |

|                  |
| Скульптура слона |

|                                   |
| Нижня тераса зі скульптурою слона |

|                       |
| Слон на нижній терасі |

|                   |
| Індра на Айраваті |

|                       |
| Архітектурний елемент |

|                                             |
| Сходи до верхньої тераси та головного храму |

|                                  |
| Головний храм у центрі платформи |

|                |
| Інтер'єр храму |